# 무라이 다카코
무라이 다카코(일본어: 村井 多嘉子, 1880년 7월경 ~ 1960년 8월 6일)는 20세기 전반에 활동한 일본의 요리 연구가이다. 일본 요리와 서양 요리를 가리지 않고 다양한 요리법을 발표했다. 결혼 전 성은 오자키이며, 본명은 다카이다. 남편의 이름을 따서 겐사이 부인(弦斎夫人, 구자체: 弦齋夫人)이라고도 불렸다.
소설가 무라이 겐사이의 아내로, 이례적인 베스트셀러가 된 겐사이의 미식 소설 《식도락》에서는 요리법 고안 등에 협력했다. 후세에는 겐사이의 비서이자 공동 연구자라는 평가도 받고 있다. 그의 저서인 《겐사이 부인의 요리 이야기》(弦齋夫人の料理談)는 요리책의 효시라고도 일컬어지며, 21세기에 들어서는 텔레비전 프로그램 등에서 다뤄지기도 하여 100년이 넘어 재간행되었다. 또한 이 책은 기자와의 대담 형식으로 되어 있다는 점이 특징이며, 이후 텔레비전 요리 프로그램 구성의 기초가 되었다고도 한다. 이 외에도 일설에 의하면 조리복인 갓포기(割烹着)의 고안자로도 알려져 있다.

## 생애

### 성장 과정
1880년 7월경, 어머니 오자키 미네코와 전직 지사(나베시마번)였던 아버지 오자키 우사쿠 사이에서 태어났다. 당시 오자키가는 화재를 당해 도쿄 스루가다이에 있던 친척인 고토 쇼지로의 집에 피난해 있었다. 고토는 미네코의 여동생 유키코의 남편이었으며, 미네코가 우사쿠와 결혼하게 된 것도 고토의 인연이었다. 그 밖의 친척으로는 유키코의 양부인 이와사키 야타로, 미네코의 남동생인 이노우에 다케지로, 우사쿠의 사촌인 오쿠마 시게노부가 있었다. "다카코"라는 이름은 통칭이며, 호적명은 "다카"(多嘉)이다. 두 명의 오빠가 있었으며, 막내인 다카코는 귀여움을 받으며 자랐다고 한다.
아버지가 사업을 시작하면서 8세부터는 오사카에서 살았고, 16세 때 도쿄로 돌아온 뒤에는 다카나와로 이사한 고토의 집 별채에서 지냈다. 고토의 집에는 저명인사들이 많이 방문했으며, 조루리의 명인과 이치카와 단쥬로, 오노에 기쿠고로 등의 예술을 접할 수 있었다. 무라이 겐사이 연구로 알려진 구로이와 히사코는 무라이 다카코가 자란 환경이 매우 사치스러운 생활이었다고 하며, "문자 그대로의 깊은 규중의 규수"라고 표현했다.
고토의 집에는 서양 요리사가 있었는데, 주방을 찾아가 요리 이야기를 들었다고 한다. 이 외에도 고모 유키코에게서 도사 요리를 배웠고, 오쿠마의 저택 주방에도 드나들면서 뛰어난 미각을 길렀다. 식문화학자 에하라 아야코와 히가시요쓰야나기 쇼코는 무라이 다카코가 계속해서 실험적인 요리를 만들었던 배경에는 이처럼 고토가 등에서 일류 요리사들의 서양 요리를 접해 온 경험이 있다고 분석했다.
1897년에 고토 쇼지로가 사망한 후에는 가족과 함께 미타에서 살았다.

### 무라이 겐사이와의 결혼과 다이가쿠로에서의 생활

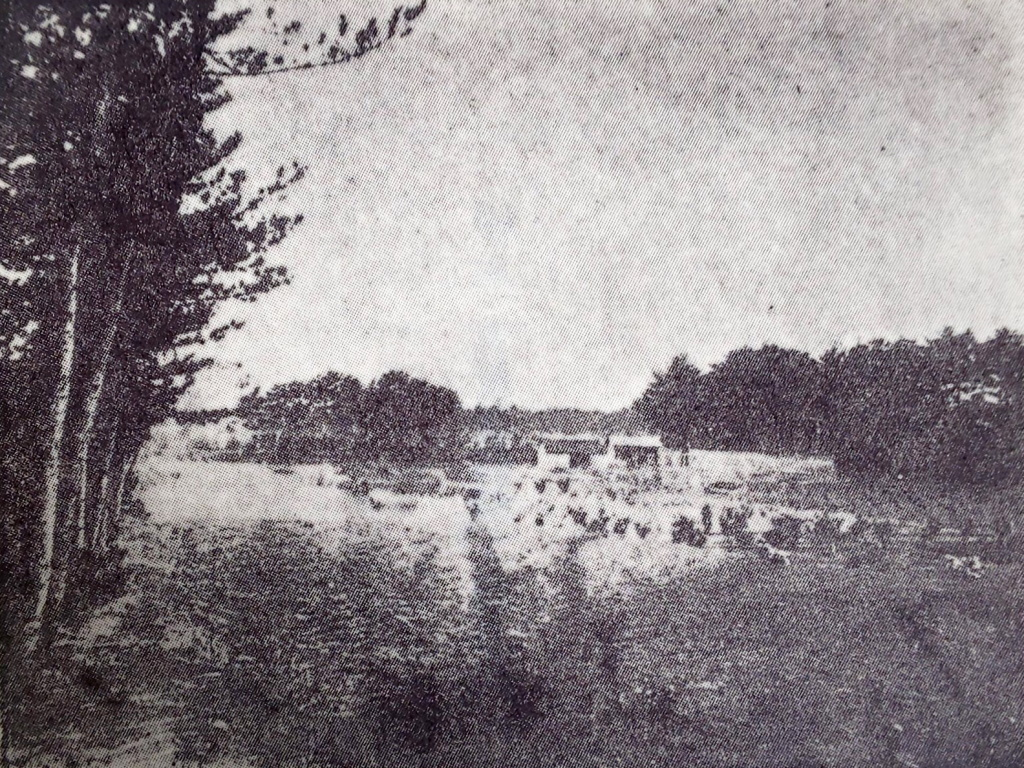
히라쓰카의 광대한 저택 다이가쿠로에 마련된 채소밭

1900년 7월 5일, 소설가이자 호치신문사 사원인 무라이 겐사이(본명 히로시)와 결혼했다. 1901년에는 후에 등산가가 된 장녀 무라이 요네코가 태어났다. 무라이 부부는 이 외에도 5명의 자녀를 두었다.
결혼 초기에는 미타에 살았으나, 결혼 다음 해인 1901년부터는 가나가와현 오이소정에 있던 고토가의 별장으로, 1902년에는 오다와라시로 이주했다. 이 기간 동안 남편 겐사이의 집필 활동에 깊이 관여했으며, 출판된 겐사이의 미식 소설 《식도락》은 당시로서는 파격적인 베스트셀러가 되었다. 그 인세로 1904년에 히라쓰카시에 1만 6천 평이 넘는 광대한 부지를 구입하여 이곳에 터를 잡았다.
히라쓰카시의 자택은 후지산이 잘 보여 다이가쿠로(対岳楼)라고 이름 지었다. 건물은 대저택이라고 할 정도는 아니었지만, 광대한 땅에 과수원과 채소밭, 축사, 화단 등을 배치했으며, 전국에서 명산품이 들어와 두 사람은 함께 음식과 건강에 대해 실험 연구를 수행했다. 예를 들어, 과수원에서는 복숭아, 감, 비파, 무화과, 매실, 석류를, 채소밭에서는 무, 오이, 가지, 파슬리, 셀러리, 상추, 아스파라거스, 토마토 외에도 아티초크 같은 진귀한 채소도 재배했으며, 축사에서는 닭, 토끼, 염소 등을 길렀다. 기름도 사이타마에서 짠 참기름, 고야산의 피나무 기름, 가고시마의 동백기름, 오시마의 동백기름, 외국에서 수입한 샐러드유 등 여러 가지를 구해와서 시험해 보았다.
겐사이는 《식도락》으로 미식가로서 전국에 이름이 알려져 있었기 때문에, 다이가쿠로에는 다양한 사람들의 왕래가 있었고, 저명한 요리사들이 모여 진미를 맛보는 음식 살롱 "식도락회"도 열렸다. 또한 무라이 다카코는 아지노모도나 칼피스 등 전국의 식품 관련 신제품은 거의 대부분 무라이가에 자문을 구했다고 주장했다. 다이가쿠로를 방문하는 다양한 손님을 손수 만든 요리로 대접한 것이 다카코였다.

### 요리 연구가로서
1906년에는 남편 겐사이가 관여했던 요리 잡지 《월간 식도락》이나, 겐사이가 고문이 되어 일본 여성의 독립과 자립을 목표로 같은 해에 창간된 잡지 《부인세계》(婦人世界)의 창간호에서 자신이 고안한 조리복인 갓포기를 발표했다.
《부인세계》에서는 겐사이를 대신해 요리 정보를 제공했으며, 같은 해 여름경부터 《겐사이 부인의 요리 이야기》(弦齋夫人の料理談)를 연재했다. 이 연재는 같은 잡지의 대표 기사가 되었으며, 이듬해 1907년부터 1912년에 걸쳐 전 4편의 단행본으로 출판되었다. 연재 《겐사이 부인의 요리 이야기》의 관련 시리즈는 이후에도 《부인세계》의 정규 기사로서 쇼와 시대까지 이어졌다. 1913년부터 1915년에 걸쳐서는 《겐사이 부인의 가정 상담》이라는 제목으로 위생과 가정 경제에 관한 연구나 실험 등 다양한 지식을 소개했다. 이 외에도 1906년에는 《부인화보》(婦人画報)의 가을 임시 증간호에도 서양 요리법에 관한 기사를 기고했다.
다이쇼 시대에 들어서면서 겐사이는 단식이나 목식과 같은 건강법을 시도하게 되었고, 세간에서 기이한 눈으로 보기도 했지만, 다카코 자신도 단식에 도전하는 등 최고의 이해자로서 남편을 지지했다. 1915년부터는 자녀들의 진학으로 인해 남편과 떨어져 다시 도쿄로 이주하여 고이시카와 무기초, 덴즈인 앞, 이케부쿠로에 살았다. 1923년 간토 대지진 때는 자택을 대책본부로 제공하여 배급된 현미의 조리법을 전수했다.
1927년에 겐사이가 사망한 후에는 토지를 조금씩 팔고 요리 지도를 하면서 생계를 꾸렸다. 1929년에 고이시카와에서 무라이 식도락회를 결성했다. 무라이 식도락회의 설립을 다룬 신문 기사에서는 장래에는 진미나 통인의 식품을 판매하고 조리하여 동호인들과 즐기겠다는 목표를 밝혔다. 또한 아이센 여학교나 아토미 학원 같은 학교에서 강단에 섰으며, 소마 구로코의 요청으로 식품 제조사 나카무라야의 요리와 과자에 대한 자문을 하기도 했다.
요리 지도와 병행하여 집필 활동도 계속하여 1928년부터 《부인공론》(婦人公論)에서 요리 기사를 연재하기 시작했으며, "따뜻하고 간편한 냄비 요리", "영양가 있는 환자 식", "계절에 맞는 채소 요리", "계절에 맞는 특이한 초절임 요리", "빵에 어울리는 반찬" 등의 주제로 레시피를 발표했다. 요리 잡지 《월간 식도락》에서는 "시쓰보쿠 나베"나 "연어 크로켓" 등 일본과 서양의 가정 요리에 관한 총 6건의 요리 연구 기사를 집필했다. 영양학 및 젠더학자 이마이 미키에 따르면 당시 같은 잡지에 여성이 쓴 기사가 게재되는 것은 드문 일이었다고 한다. 1930년에는 《일 년간의 반찬》(一年間のお惣菜), 1937년에는 《영양과 경제를 중심으로 한 간편한 도시락 만들기》(栄養と経済を主としたる手軽なお弁当の作り方)를 간행했다.
제2차 세계 대전 후에는 장남 부부와 함께 히라쓰카에 살면서 독서를 하며 지냈다. 1960년 8월 6일, 80세로 사망했다. 시신은 히라쓰카의 도요다 지겐지에 매장되었다.

## 인물
외모는 느긋하고 우아한 규수로 자란 듯한 분위기였다고 한다. 잡지 《월간 식도락》의 편집자는 "부인은 아름답고 젊으며 부드럽고 아직 처녀 같은 귀여운 안주인이시다."라고 그 인상을 말했다. 또한 딸 무라이 요네코에 따르면 젊었을 때는 "무슨 무슨 고마치"라고 불리기도 했다고 한다. 달리아와 나팔꽃을 좋아해서 히라쓰카의 자택 다이가쿠로의 화단에서 즐겨 기르곤 했다고 한다.
한편 구로이와 히사코는 무라이 다카코가 자신의 능력을 과시하지는 않았지만 교양과 문재가 넘치는 인물이었다고 분석했다. 요네코와 함께 레오니 길모어에게서 영어 교육도 받았다.
남편 겐사이가 단식을 통한 건강법을 시도한 후에는 자원해서 스스로도 단식에 도전했다. 4일간의 반단식을 한 후 7일간의 본격적인 단식을 결행했으며, 이 단식으로 인해 배변 개선이나 신경과민의 회복과 같은 효과가 있었다고 한다. 또한 1918년에는 스스로 원해서 겐사이와 후에 등산가가 된 딸 요네코 등과 함께 온타케산 정상 등정을 이루어냈다. 요네코는 이때를 회상하며 "연약한 상류층 부인 출신인 어머니가 아버지와의 생활 속에서 어느새 강한 정신력뿐만 아니라 체력도 갖추게 되셨나 보다."라며 어머니를 칭송했다.
요네코의 기록에 따르면 자녀 교육에 있어서는 건강을 중시하여, 요네코 등에게 검도나 승마를 배우게 했을 뿐만 아니라 정원에는 유동 원목과 기계체조용 철봉, 활터 등을 설치했다. 또한 낡은 관습에는 얽매이지 않았지만, 젓가락 사용법이나 말씨는 엄격하게 가르쳤다고 한다.

### 남편 겐사이와의 관계

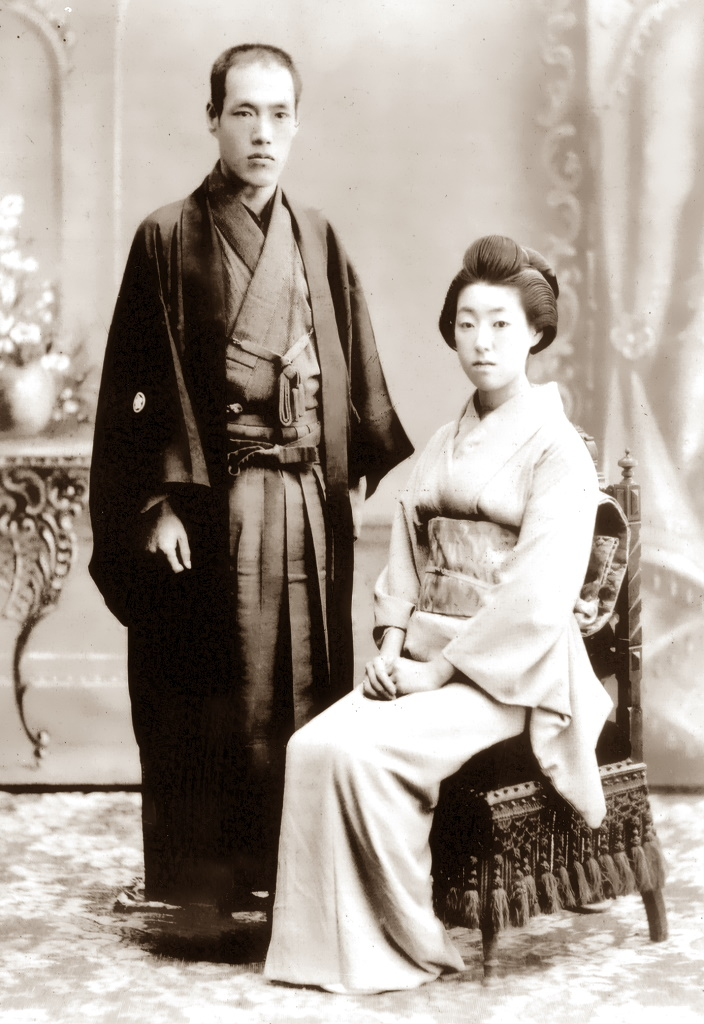
신혼 시절의 무라이 다카코와 무라이 겐사이

남편 겐사이는 원래 큰오빠의 당구 친구였다. 두 사람은 겐사이가 호치신문에 《히노데지마》(日の出島, 1896년 연재 시작)를 연재하고 있을 때 만나 1900년에 결혼했다. 당시 만 나이로 다카코는 19세, 겐사이는 36세로 두 사람은 17살 차이였다. 신혼여행으로는 하코네에 갔는데, 다카코는 이때 처음으로 전차를 탔다고 한다. 당시 겐사이는 자신이 연재 중이던 《히노데지마》에 고후쿠 선생이라는 캐릭터를 등장시켜 자신의 아내에게 백 가지의 취미를 주고 싶다는 바람을 말하게 했다. 구로이와에 따르면 이 캐릭터는 행복의 절정에 있던 겐사이 자신의 분신이며, 겐사이의 다카코에 대한 마음을 대변하게 한 것이라고 한다.
부부 사이는 자녀들이 보기에도 부러울 만큼 좋았다고 한다. 딸 요네코에 따르면 겐사이는 자필 문장 속에서 다카코에 대해 "우리 가정을 행복하게 만드는 부인은 스스로 말하길 나의 이상에 걸맞은 아내라고 할 만큼이며, 끝까지 일본 부인의 미덕을 지닌 귀부인이다."라고 기록하고 있다. 또한 겐사이는 집필, 취재나 요양 등의 사정으로 다카코와 떨어져 있을 때는 거의 매일 편지를 썼으며, 가나가와 근대문학관에는 그러한 서한이 433통, 엽서가 53장 남아있다. 예를 들어 1909년에 겐사이가 요양지인 유가와라에서 다카코에게 보낸 편지에는 "꿈에서는 두 번 보았지만, 마음은 거의 매일같이 당신 생각이 납니다."라며 다카코를 향한 마음이 적혀 있다. 한편 겐사이의 편지 내용으로 미루어 보아 다카코도 겐사이에게 자주 편지를 썼던 것으로 추측되지만, 2004년 시점에서 발견된 것은 2통뿐이다. 그중 1통은 관동 대지진 십여 일 후의 것으로 "저도 다행히 건강하게 지내고 있으니 안심하십시오. 인간은 이런 일을 겪으면 강해지는 모양입니다."라며 씩씩하게 대처하고 있다. 다카코는 겐사이에 대해 "미국 고학 중에 보고 들어온 것들로 인해 히로시는 가정생활에 새로운 이상을 가지고 있었고, [중략] 가정을 소중히 해주었습니다."라고 말했다.

## 업적과 평가

### 《식도락》에 대한 공헌
남편 겐사이의 소설 《식도락》은 당시로서는 파격적인 10만 부, 시리즈 누계로는 50만 부 가까이를 판매한 베스트셀러가 되었다. 이 작품은 소설이면서 동시에 일본, 서양, 중국의 630종의 요리와 음식에 관한 지식을 전수하는 형태로 전개되는 일종의 요리책이었으며, 혼수도구나 식도락 서적으로 취급되어 미식 붐을 일으켰다. 《식도락》의 집필에는 다카코가 깊이 관여했다.
겐사이가 《식도락》을 집필한 것은 다카코의 아마추어답지 않은 손맛을 즐기다가 음식을 중심으로 근대적인 가정생활을 설명하는 실용서를 생각해냈기 때문이라고 한다. 겐사이는 스스로 거의 부엌에 들어서지 않았기 때문에 요리에 관한 실천적 지식의 대부분을 다카코에게 의존했으며, 레시피 고안에는 다카코가 협력했다. 소설의 소재는 처음에는 다카코가 만드는 가정 요리 중에서 선택되었고, 그 후에는 다카코의 친척인 오쿠마 시게노부가 파견한 요리사들이 만드는 서양 요리가 사용되었다. 요리사의 서양 요리도 시제품을 다카코가 가정용으로 편하게 조정했다. 이 외에도 다양한 집필 활동에 필요한 서적과 신문 기사의 수집, 자료 탐색 등도 다카코가 맡았으며, 소설과 에세이류는 글에 오류가 없는지 모두 다카코가 검토했다고 한다.
겐사이 자신은 이러한 다카코의 공헌에 대해 《식도락》의 속편 서문에서 "맛의 재능이 뛰어나고 조미가 세심하니, 그대는 실로 우리 집의 오토와 아가씨이다. 소설 식도락이 이루어진 것도 절반은 그대의 공에 돌리지 않을 수 없다."라고 기록하여, 같은 작품의 히로인 오토와(お登和)에 빗대어 다카코를 칭송했다.
무라이 겐사이를 추종하고 묘전제 "겐사이기"(弦斎忌)의 실행위원장을 맡았던 소설가 히사카 마사시는 이 오토와라는 캐릭터가 다카코를 모델로 한 것이 틀림없다고 하며, 겐사이의 미식 생활을 지탱했던 것은 요리의 달인이었던 다카코라고 평가했다. 또한 무라이 겐사이 연구로 산토리 학예상을 수상한 구로이와 히사코는 겐사이가 다카코에게 보낸 편지를 분석하여 "비서와도 같았다"고 특징 지었다. 신진부쓰오라이샤의 향토사 연구상 특상을 수상한 경험이 있는 히라쓰카시의 향토사 연구가 마루시마 다카오도 무라이 다카코를 "'겐사이 사무소'의 뛰어난 비서이기도 했다"고 했다. 또한 마루시마는 다카코와 겐사이는 식육 연구, 가정생활 연구를 진행하는 데 있어 "수레의 양 바퀴 같은 관계"였다고 분석하고, "겐사이 부인"이라는 호칭은 무라이 다카코가 어디까지나 겐사이의 아내에 불과하다는 것을 나타내는 것이 아니라, 지금까지 겐사이의 이름으로 발표되어 온 수많은 음식에 관한 연구의 공동 연구자가 무라이 다카코였다는 사실을 나타내는 것으로 파악할 것을 제안하고 있다.

### 《겐사이 부인의 요리 이야기》

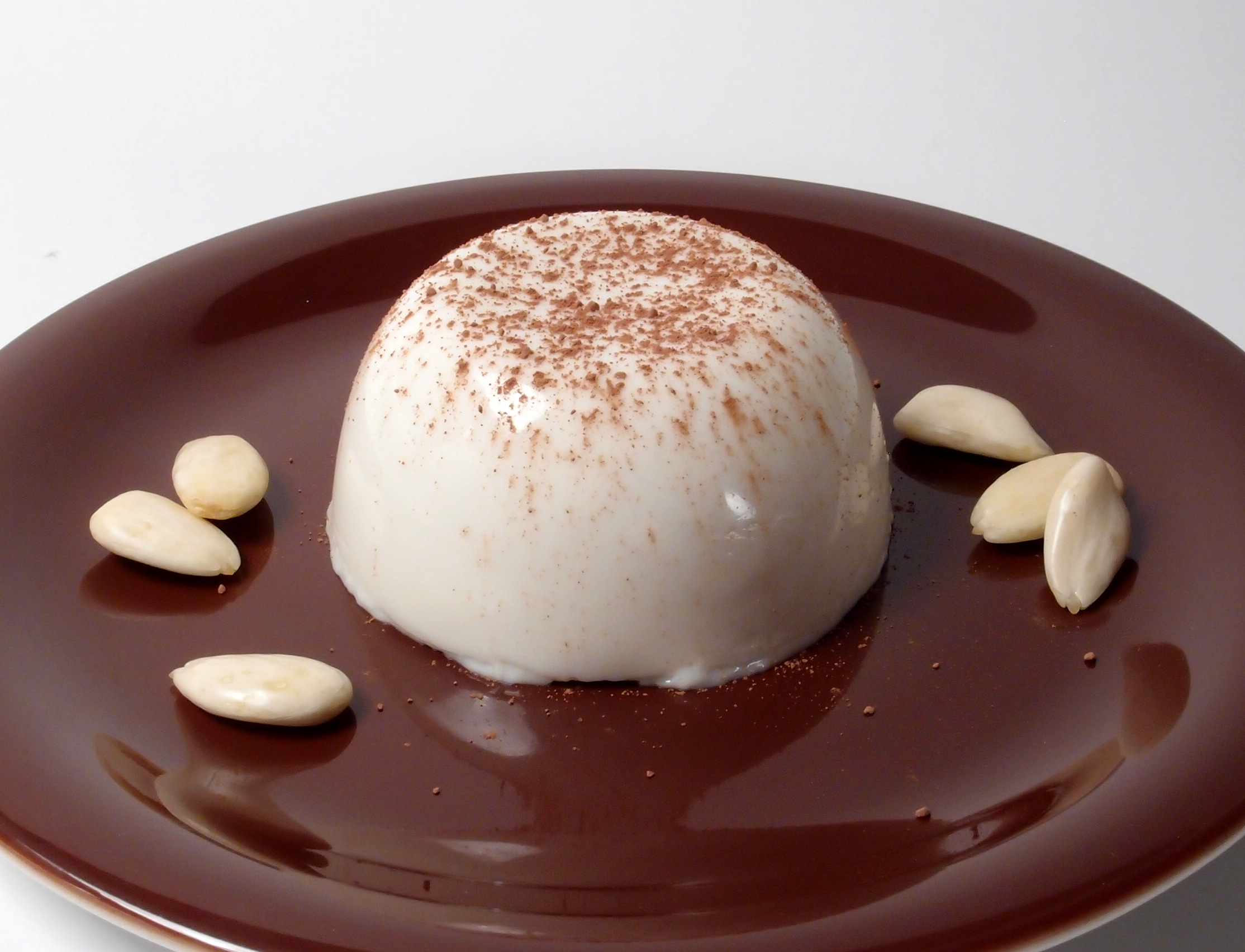
우유 쿠즈모치(갈분떡)의 원형으로 여겨지는 블랑망제

저서로는 《부인세계》(婦人世界)의 연재를 단행본으로 엮어 출판한 《겐사이 부인의 요리 이야기》(弦齋夫人の料理談) 시리즈(전 4편)가 있다. 이 책은 매달 "송이버섯은 어떻게 고르는가", "무는 어떤 효과가 있는가" 등의 기자의 질문에 무라이 다카코가 답하는 형식으로 구성되어 있다. 질문자는 어디까지나 "한 기자"로 되어 있지만, 겐사이의 자필 원고가 일부 남아 있어 적어도 기사의 몇몇은 겐사이가 한 기자가 되어 쓴 것으로 알려져 있다.
예를 들어 당시에는 아직 새로운 식품이었던 우유에 관한 "우유는 어떻게 요리해야 하는가"라는 질문에 대해서는 여름 요리로 우유 구즈모치(프랑스의 블랑망제를 편하게 고친 것으로 여겨짐)과 우유갱이 소개되어 있다. 요리법 외에도 "아침 식사는 이렇게 해야 한다"와 같은 식사 수칙도 담겨 있으며, 쇼쿠이쿠(食育; 식육)의 중요성도 설파되었다. 1909년에 간행된 제2편에서는 "도시락 요리는 어떻게 해야 하는가", "학교 보낼 때 도시락은 어떻게 하는가" 등의 질문으로 아이들의 도시락 모습을 다루어 도시락에 알맞은 요리를 소개했을 뿐만 아니라, 부패 방지를 위해 매실장아찌를 넣는다거나 식은 밥 위에 따뜻한 반찬을 올리지 않도록 하는 등 독자적인 견해를 밝히고 있다. 또한 1912년 간행된 제4편 "현미 응용 간편 신요리"에서는 현미의 각기병 예방 효과를 탐구하여 당시의 새로운 견해를 소개하고 실험, 연구 성과를 보고하여, 일본인의 일상 조리법을 변화시키는 것을 목적으로 한 현미식을 제창했다.
《겐사이 부인의 요리 이야기》에는 "복숭아 튀김", "커스터드 팥죽" 등과 같이 100년이 넘은 지금도 여전히 참신하다고 할 수 있는 메뉴가 다수 수록되어 있으며, 나탈리에 따르면 "요리책의 효시"라고도 일컬어지고 있다. 대중요리 연구가 오노 가즈히로는 메이지, 다이쇼, 쇼와 시대의 일본 요리책을 특집으로 다룬 2015년의 서적에서 메이지 시기의 요리책의 하나로 이 책의 제2편을 다루고 있다. 특히 오노는 《겐사이 부인의 요리 이야기》에 실린 요리법 중 하나인 "굴 계란 식초"를 실제로 만들어 먹고 "고급 일식집의 일품요리로 있어도 이상하지 않을 우아하고 섬세한 요리다."라고 평가했다. 2020년에는 버라이어티 프로그램 《타모리 클럽》에서 《겐사이 부인의 요리 이야기》가 특집으로 다루어져 수록된 요리법을 실제로 요리하는 모습이 방송되었다. 같은 해에는 113년 만에 이 책이 재간되어 띠지에는 "메이지 시대의 경악할 미식 레시피"라는 문구가 적혔다. 식문화학자 에하라 아야코와 히가시요쓰야나기 쇼코는 《식도락》과 《겐사이 부인의 요리 이야기》를 비교하여 두 작품에 전혀 같은 내용이 포함되어 있음을 지적한 뒤 "《식도락》 성립의 이른바 이면을 담당한 다카코의 실제적인 해설은 같은 내용이라도 읽는 사람에게는 신선했을지도 모른다." 라고 했다.
제4편에서 다룬 현미 연구에 대해서는 아직 각기병의 원인이 비타민 부족에 있다는 것이 밝혀지지 않은 시대에 현미에 주목하여 연구했다는 점을 마루시마가 지적하며 "선진적인 시도였다"고 평가했다.
책의 구성 면에서는 오노가 "구어체로 기자와의 문답집이 된 것이 실로 독특하다"고 평했다. 이러한 대담 형식의 진행은 2020년에 지쓰교노니혼샤에서 재간될 때의 저자 약력에 따르면 현재의 텔레비전 요리 프로그램 구성의 기초가 되었다고 한다.

### 갓포기 고안

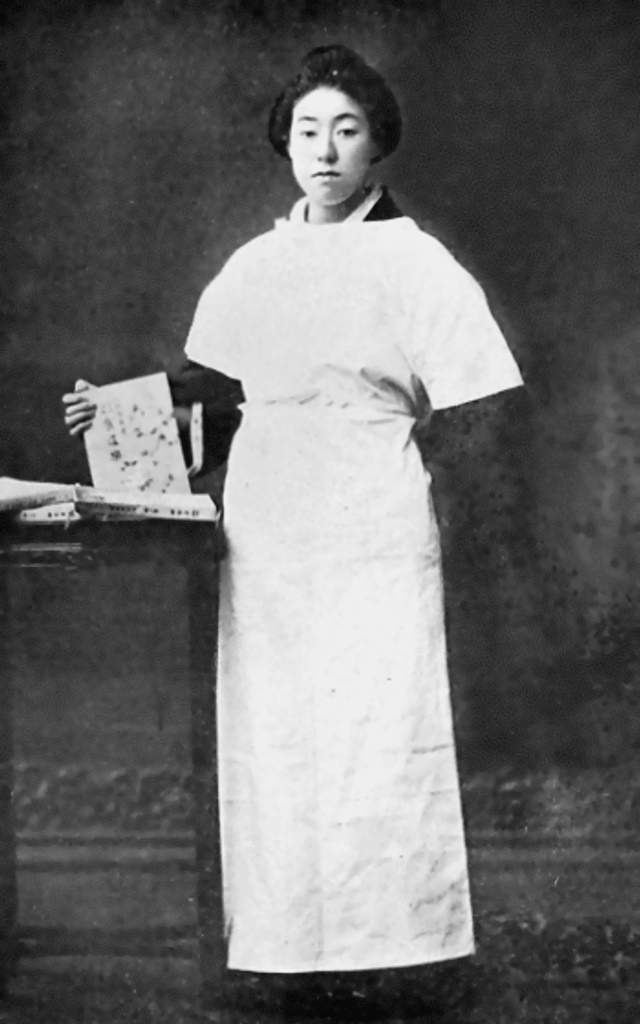
직접 고안한 갓포기를 입은 무라이 다카코

그 기원에는 여러 설이 있지만, 일설에는 다카코가 갓포기(割烹着, 앞치마)의 고안자로도 알려져 있다. 의사 가토 도키지로가 착용하고 있던 외과 의복 등에서 착상을 얻어, 기존에 여성이 기모노를 입고 가사를 할 때 방해가 되었던 소매를 쓰쓰소데(筒袖, 통소매)를 사용하여 해결한 것이 시작이었다.
이렇게 고안된 갓포기는 1906년에 잡지 《월간 식도락》이나 《부인세계》 지면 상에 발표되었다. 《월간 식도락》에서는 "오토와 아가씨식 부엌 상의", 《부인세계》에서는 "겐사이식 요리복"이라는 명칭이 사용되어 갓포기 만드는 법에 대한 해설이 실렸다. 또한 무라이 다카코 자신도 갓포기를 입고 《식도락》의 속편 삽화에 등장하였다.
갓포기는 기모노를 완전히 덮을 수 있었으며, 사회학자 이시다 아유에 따르면 위생면에 신경 쓴 요리를 촉진하고 국민의 건강 유지에 기여하는 것으로 여겨졌다.

## 저서
- 이시즈카 게테이, 편집. (1907년 8월 10일). 《弦齋夫人の料理談》 第1編. 지쓰교노니혼샤. doi:10.11501/849018.
  - 《弦齋夫人の料理談》. 지쓰교노니혼샤. 2020년 6월 1일. ISBN 978-4-408-33938-2. 사후에 1907년 출판된 제1편을 원서에 충실하게 복간하여 출판[89]
- 이시즈카 게테이, 편집. (1909년 1월 28일). 《弦齋夫人の料理談》 第2編. 지쓰교노니혼샤. doi:10.11501/849019.
- 이시즈카 게테이, 편집. (1910년 2월 2일). 《弦齋夫人の料理談》 第3編. 지쓰교노니혼샤. doi:10.11501/849020.
- 이시즈카 게테이, 편집. (1912년 1월 15일). 《弦齋夫人の料理談》. 第4編 玄米応用手軽新料理. 지쓰교노니혼샤. doi:10.11501/849021.
- 《一年間のお惣菜》. 슈진샤. 1930년 1월 10일. doi:10.11501/1028904.
  - 무라이 요네코, 편집. (1977년 8월 10일). 《台所歳時記》. 신진부쓰오라이샤. ISBN 978-4-404-00826-8. 사후에 딸 요네코의 편집으로 《일 년간의 반찬》(一年間のお惣菜)을 개제하여 출판[44]
- 《栄養と経済を主としたる手軽なお弁当の作り方》. 호쿠토 쇼보. 1937년 7월 15일. doi:10.11501/1029656.
  - 무라이 요네코, 편집. (1978년 2월 20일). 《お弁当料理》. 신진부쓰오라이샤. ISBN 978-4-404-00871-8. 사후에 딸 요네코의 편집으로 《영양과 경제를 중심으로 한 간편한 도시락 만들기》(栄養と経済を主としたる手軽なお弁当の作り方)를 개제하여 출판[44]

## 가족 및 친척
- 이와사키 야타로 - 고모의 양부.[6] 미쓰비시 재벌 창업자.
- 오쿠마 시게노부 - 사촌 백부.[3] 정치가, 와세다 대학 창립자.
- 이노우에 다케지로 - 삼촌.[6] 가부키자(歌舞伎座) 경영자.
- 고토 쇼지로 - 삼촌.[4] 무사, 정치가.
- 무라이 겐사이 - 남편.[3] 저널리스트, 소설가.
- 무라이 요네코 - 딸.[18] 등산가, 수필가.

|                 |                 |                 |                 | 증조부모        |                 |  |  |               |               |               |               |               |               |  |  |               |               |               |               |               |               |  |  |                   |                   |                   |                   |                   |                   |  |  |             |             |                 |                 |                 |                 |                 |                 |             |             |             |             |             |             |  |  |  |  |  |  |  |  |  |  |  |  |  |  |  |  |  |  |  |  |  |  |  |  |
|                 |                 |                 |                 |                 |                 |  |  |               |               |               |               |               |               |  |  |               |               |               |               |               |               |  |  |                   |                   |                   |                   |                   |                   |  |  |             |             |                 |                 |                 |                 |                 |                 |             |             |             |             |             |             |  |  |  |  |  |  |  |  |  |  |  |  |  |  |  |  |  |  |  |  |  |  |  |  |
|                 |                 |                 |                 |                 |                 |  |  |               |               |               |               |               |               |  |  |               |               |               |               |               |               |  |  |                   |                   |                   |                   |                   |                   |  |  |             |             |                 |                 |                 |                 |                 |                 |             |             |             |             |             |             |  |  |  |  |  |  |  |  |  |  |  |  |  |  |  |  |  |  |  |  |  |  |  |  |
| 대백모          | 대백모          | 대백모          | 대백모          | 대백모          | 대백모          |  |  | 조모          | 조모          | 조모          | 조모          | 조모          | 조모          |  |  |               |               |               |               |               |               |  |  | 조부모            | 조부모            | 조부모            | 조부모            | 조부모            | 조부모            |  |  |             |             | 이와사키 야타로 | 이와사키 야타로 | 이와사키 야타로 | 이와사키 야타로 | 이와사키 야타로 | 이와사키 야타로 |             |             |             |             |             |             |  |  |  |  |  |  |  |  |  |  |  |  |  |  |  |  |  |  |  |  |  |  |  |  |
| 대백모          | 대백모          | 대백모          | 대백모          | 대백모          | 대백모          |  |  | 조모          | 조모          | 조모          | 조모          | 조모          | 조모          |  |  |               |               |               |               |               |               |  |  | 조부모            | 조부모            | 조부모            | 조부모            | 조부모            | 조부모            |  |  |             |             | 이와사키 야타로 | 이와사키 야타로 | 이와사키 야타로 | 이와사키 야타로 | 이와사키 야타로 | 이와사키 야타로 |             |             |             |             |             |             |  |  |  |  |  |  |  |  |  |  |  |  |  |  |  |  |  |  |  |  |  |  |  |  |
|                 |                 |                 |                 |                 |                 |  |  |               |               |               |               |               |               |  |  |               |               |               |               |               |               |  |  |                   |                   |                   |                   |                   |                   |  |  |             |             |                 |                 |                 |                 |                 |                 |             |             |             |             |             |             |  |  |  |  |  |  |  |  |  |  |  |  |  |  |  |  |  |  |  |  |  |  |  |  |
| 오쿠마 시게노부 | 오쿠마 시게노부 | 오쿠마 시게노부 | 오쿠마 시게노부 | 오쿠마 시게노부 | 오쿠마 시게노부 |  |  | 오자키 우사쿠 | 오자키 우사쿠 | 오자키 우사쿠 | 오자키 우사쿠 | 오자키 우사쿠 | 오자키 우사쿠 |  |  | 오자키 미네코 | 오자키 미네코 | 오자키 미네코 | 오자키 미네코 | 오자키 미네코 | 오자키 미네코 |  |  | 이노우에 다케지로 | 이노우에 다케지로 | 이노우에 다케지로 | 이노우에 다케지로 | 이노우에 다케지로 | 이노우에 다케지로 |  |  | 고토 유키코 | 고토 유키코 | 고토 유키코     | 고토 유키코     | 고토 유키코     | 고토 유키코     |                 |                 | 고토 쇼지로 | 고토 쇼지로 | 고토 쇼지로 | 고토 쇼지로 | 고토 쇼지로 | 고토 쇼지로 |  |  |  |  |  |  |  |  |  |  |  |  |  |  |  |  |  |  |  |  |  |  |  |  |
| 오쿠마 시게노부 | 오쿠마 시게노부 | 오쿠마 시게노부 | 오쿠마 시게노부 | 오쿠마 시게노부 | 오쿠마 시게노부 |  |  | 오자키 우사쿠 | 오자키 우사쿠 | 오자키 우사쿠 | 오자키 우사쿠 | 오자키 우사쿠 | 오자키 우사쿠 |  |  | 오자키 미네코 | 오자키 미네코 | 오자키 미네코 | 오자키 미네코 | 오자키 미네코 | 오자키 미네코 |  |  | 이노우에 다케지로 | 이노우에 다케지로 | 이노우에 다케지로 | 이노우에 다케지로 | 이노우에 다케지로 | 이노우에 다케지로 |  |  | 고토 유키코 | 고토 유키코 | 고토 유키코     | 고토 유키코     | 고토 유키코     | 고토 유키코     |                 |                 | 고토 쇼지로 | 고토 쇼지로 | 고토 쇼지로 | 고토 쇼지로 | 고토 쇼지로 | 고토 쇼지로 |  |  |  |  |  |  |  |  |  |  |  |  |  |  |  |  |  |  |  |  |  |  |  |  |
|                 |                 |                 |                 |                 |                 |  |  |               |               |               |               |               |               |  |  |               |               |               |               |               |               |  |  |                   |                   |                   |                   |                   |                   |  |  |             |             |                 |                 |                 |                 |                 |                 |             |             |             |             |             |             |  |  |  |  |  |  |  |  |  |  |  |  |  |  |  |  |  |  |  |  |  |  |  |  |
|                 |                 |                 |                 |                 |                 |  |  |               |               |               |               |               |               |  |  |               |               |               |               |               |               |  |  |                   |                   |                   |                   |                   |                   |  |  |             |             |                 |                 |                 |                 |                 |                 |             |             |             |             |             |             |  |  |  |  |  |  |  |  |  |  |  |  |  |  |  |  |  |  |  |  |  |  |  |  |
|                 |                 |                 |                 |                 |                 |  |  | 형 2명        | 형 2명        | 형 2명        | 형 2명        | 형 2명        | 형 2명        |  |  | 무라이 다카코 | 무라이 다카코 | 무라이 다카코 | 무라이 다카코 | 무라이 다카코 | 무라이 다카코 |  |  | 무라이 겐사이     | 무라이 겐사이     | 무라이 겐사이     | 무라이 겐사이     | 무라이 겐사이     | 무라이 겐사이     |  |  |             |             |                 |                 |                 |                 |                 |                 |             |             |             |             |             |             |  |  |  |  |  |  |  |  |  |  |  |  |  |  |  |  |  |  |  |  |  |  |  |  |
|                 |                 |                 |                 |                 |                 |  |  | 형 2명        | 형 2명        | 형 2명        | 형 2명        | 형 2명        | 형 2명        |  |  | 무라이 다카코 | 무라이 다카코 | 무라이 다카코 | 무라이 다카코 | 무라이 다카코 | 무라이 다카코 |  |  | 무라이 겐사이     | 무라이 겐사이     | 무라이 겐사이     | 무라이 겐사이     | 무라이 겐사이     | 무라이 겐사이     |  |  |             |             |                 |                 |                 |                 |                 |                 |             |             |             |             |             |             |  |  |  |  |  |  |  |  |  |  |  |  |  |  |  |  |  |  |  |  |  |  |  |  |
|                 |                 |                 |                 |                 |                 |  |  |               |               |               |               |               |               |  |  |               |               |               |               |               |               |  |  |                   |                   |                   |                   |                   |                   |  |  |             |             |                 |                 |                 |                 |                 |                 |             |             |             |             |             |             |  |  |  |  |  |  |  |  |  |  |  |  |  |  |  |  |  |  |  |  |  |  |  |  |
|                 |                 |                 |                 |                 |                 |  |  |               |               |               |               |               |               |  |  |               |               |               |               |               |               |  |  |                   |                   |                   |                   |                   |                   |  |  |             |             |                 |                 |                 |                 |                 |                 |             |             |             |             |             |             |  |  |  |  |  |  |  |  |  |  |  |  |  |  |  |  |  |  |  |  |  |  |  |  |
|                 |                 |                 |                 |                 |                 |  |  |               |               |               |               |               |               |  |  | 무라이 요네코 | 무라이 요네코 | 무라이 요네코 | 무라이 요네코 | 무라이 요네코 | 무라이 요네코 |  |  | 그 외 자녀 5명    | 그 외 자녀 5명    | 그 외 자녀 5명    | 그 외 자녀 5명    | 그 외 자녀 5명    | 그 외 자녀 5명    |  |  |             |             |                 |                 |                 |                 |                 |                 |             |             |             |             |             |             |  |  |  |  |  |  |  |  |  |  |  |  |  |  |  |  |  |  |  |  |  |  |  |  |

## 주해
1. ↑  무라이 다카코의 출생일에 대해 야마모토 후미노는[1] 1879년생, 마루시마 다카오와[2] 호시가 노리코는[3] 1880년 7월 6일생, 구로이와 히사코는[4] 1880년 7월 11일생이라고 하고 있다.
2. ↑  구로이와 히사코는 고토 유키코가 이와사키 야타로의 양누이였다고 하고 있다.[4]
3. ↑  오쿠마 시게노부의 어머니와 오자키 우사쿠의 어머니가 자매였다.[7]
4. ↑  히라쓰카시 박물관의 조사에 따르면 정식 혼인신고일은 다음 해인 1901년 1월 23일이다.[9]
5. ↑  처음에는 5천 평이었으나 요구에 따라 주위의 땅을 추가로 매입하여 최종적으로 1만 6천 평이 되었다.[21]
6. ↑  무라이가가 히라쓰카시에 자리 잡은 연도에 대해 마루시마 다카오와[21] 호시가 노리코는[18] 1904년, 구로이와 히사코는[20] 마찬가지로 1904년 12월이라고 하는 반면, 야마모토 후미노는[1]1906년이라고 하고 있다.
7. ↑  에하라 아야코・히가시요쓰야나기 쇼코는[27] 1906년 6월호,[32] 구로이와 히사코는[33] 1906년 7월호,[34] 이시다 아유는[35] 1906년 9월호부터라고 하고 있다.[36]
8. ↑  무라이 다카코는 많은 저작에서 이 호칭을 사용하고 있을 뿐만 아니라, 지역 히라쓰카의 명사, 문화인들로 조직된 모임에도 "겐사이 부인"이라는 호칭으로 참가하였다.[71]
9. ↑  다만 매월 질문의 수는 6월은 1문, 7월은 5문, 8월은 10문 등 제각각이다.[8]
10. ↑  마루시마 다카오는 기사의 일부는 겐사이가 쓴 것이지만 그 외에는 편집자인 이시즈카 게테이가 쓴 것이라고 하고 있다.[74] 한편 이 책을 출판한 지교샤는 후에 재간했을 때 "숨길 것도 없이 그 기자가 '무라이 겐사이' 본인이었다고 합니다"라고 소개하고 있다.[75]
11. ↑  에하라 아야코와 히가시요쓰야나기 쇼코는 《겐사이 부인의 요리 이야기》에 실린 우유를 구즈모치로 만드는 요리는 프랑스의 블랑망제를 편하게 고친 것이라고 지적하고 있다.[8]
12. ↑  이 외에도 "고구마 버터구이는 어떻게 하는가", "빵과 우유는 어떻게 하는가", "오믈렛은 어떻게 만드는가", "고구마와 우유는 어떻게 요리하는가", "굴 크림은 어떻게 하는가" 등의 질문으로 우유와 유제품이 다루어져, 다루는 법의 여러 주의사항과 유제품의 감별법, 조리의 요령 등이 제시되었다.[76]
13. ↑  오노는 《겐사이 부인의 요리 이야기》 제4편에서 "일본 제일"의[81]떡으로 소개된 것을 보고 사이타마현의 다로베에 떡도 직접 먹어보고, 조니로 끓여도 계속 쫄깃하기 때문에 맛있다는 내용의 소감을 기록하고 있다.[82]
14. ↑  아카호리 조리교장의 아카호리 미네오가 1902년에 고안했다는 설,[85] 일본여자대학교의 사사키 사치코가 고안했다는 설[86] 등의 다른 설도 있다. 마루시마 다카오는 여러 인물이 독립적으로 비슷한 고안을 했을 가능성을 지적하고 있다.[87]
15. ↑  오토와 아가씨는 《식도락》의 히로인인 오토와를 가리킨다.[87]

## 참고문헌
- 村井米子 (1981년 7월 10일). 〈父のよき協力者——多嘉子の一生〉.   原ひろ子. 《母たちの世代》. 駸々堂出版. 97–128쪽. ISBN 978-4-397-50138-8.
- 山本文乃 (1982년 12월 1일). “村井弦斎研究: 食生活改良論”. 《研究紀要》 (文教大学女子短期大学部) 26: 44–56. NAID 120006420631.
- 飯田喜代子 (1997년 10월 5일). 〈『食道楽』における西洋料理の導入について〉. 《異文化との接触と受容》. 全集 日本の食文化 第8巻. 芳賀登・石川寛子監修. 雄山閣出版. 143–162쪽. ISBN 978-4-639-01468-3.
- 石田あゆう (2000년 12월 25일). “『食道楽』作家・村井弦斎にみる消費者教育”. 《京都社会学年報》 (京都大学文学部社会学研究室) 8: 31–50. NAID 110000483209.
- 石田あゆう (2001년 12월 25일). “大正期婦人雑誌における女性・消費イメージの変遷: 『婦人世界』を中心に”. 《京都社会学年報》 (京都大学文学部社会学研究室) 9: 55–74. NAID 120005522638.
- 黒岩比佐子 (2004년 6월 25일). 《『食道楽』の人 村井弦斎》. 岩波書店. ISBN 978-4-00-023394-1.
- 火坂雅志 (2004년 10월 15일). “『食育』の元祖・村井弦斎”. 《月刊自由民主》 (自由民主党) (620): 58–63. NAID 40006455450.
- 江原絢子; 東四柳祥子 (2008년 7월 10일). 《近代料理書の世界》. ドメス出版. ISBN 978-4-8107-0706-9.
- 今井美樹 (2012년 1월 30일). 《近代日本の民間の調理教育とジェンダー》. ドメス出版. ISBN 978-4-8107-0764-9.
- 小野員裕 (2015년 2월 27일). 《明治・大正・昭和のレシピで食道楽》. 洋泉社. ISBN 978-4-8003-0574-9.
- 丸島隆雄 (2019년 7월 7일). 〈村井多嘉子 『食道楽』の村井弦斎を支えた夫人〉.   平塚人物史研究会. 《平塚ゆかりの先人たち》 第2集. 7–28쪽.平塚市図書館蔵書
- 星賀典子 (2019년 7월 26일). 〈村井多嘉子〉.   江刺昭子・かながわ女性史研究会. 《時代を拓いた女たち》. 第3集 かながわの112人. 神奈川新聞社. 214–215쪽. ISBN 978-4-87645-597-3.
- 東四柳祥子 (2019년 10월 20일). 《料理書と近代日本の食文化》. 同成社. ISBN 978-4-88621-830-8.
- 村井多嘉子 (2020년 6월 1일). 《弦齋夫人の料理談》. 実業之日本社. ISBN 978-4-408-33938-2.